# Papilio thoas
Papilio thoas är en fjärilsart som beskrevs av Carl von Linné 1771. Papilio thoas ingår i släktet Papilio och familjen riddarfjärilar. Inga underarter finns listade i Catalogue of Life.

## Bildgalleri

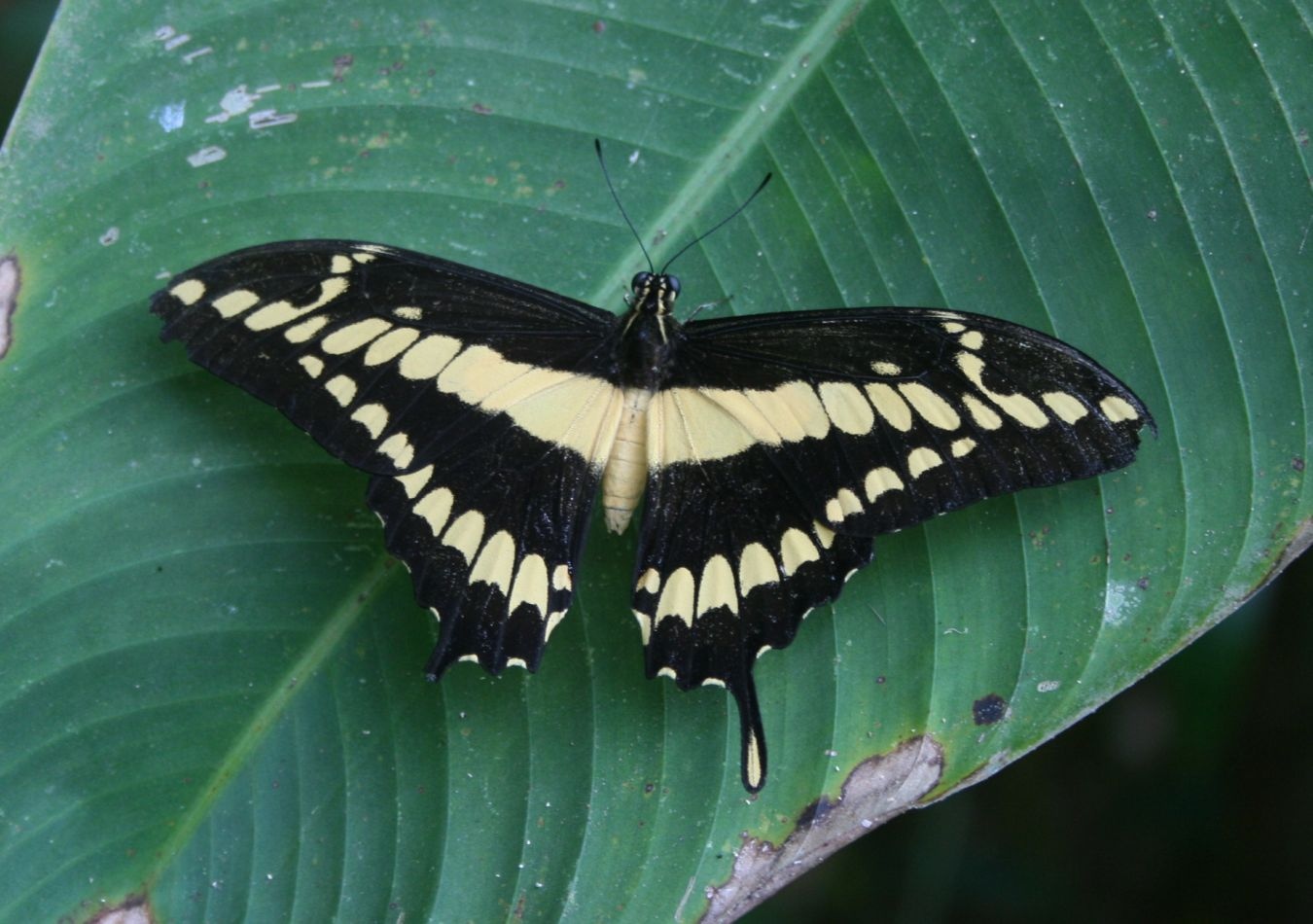
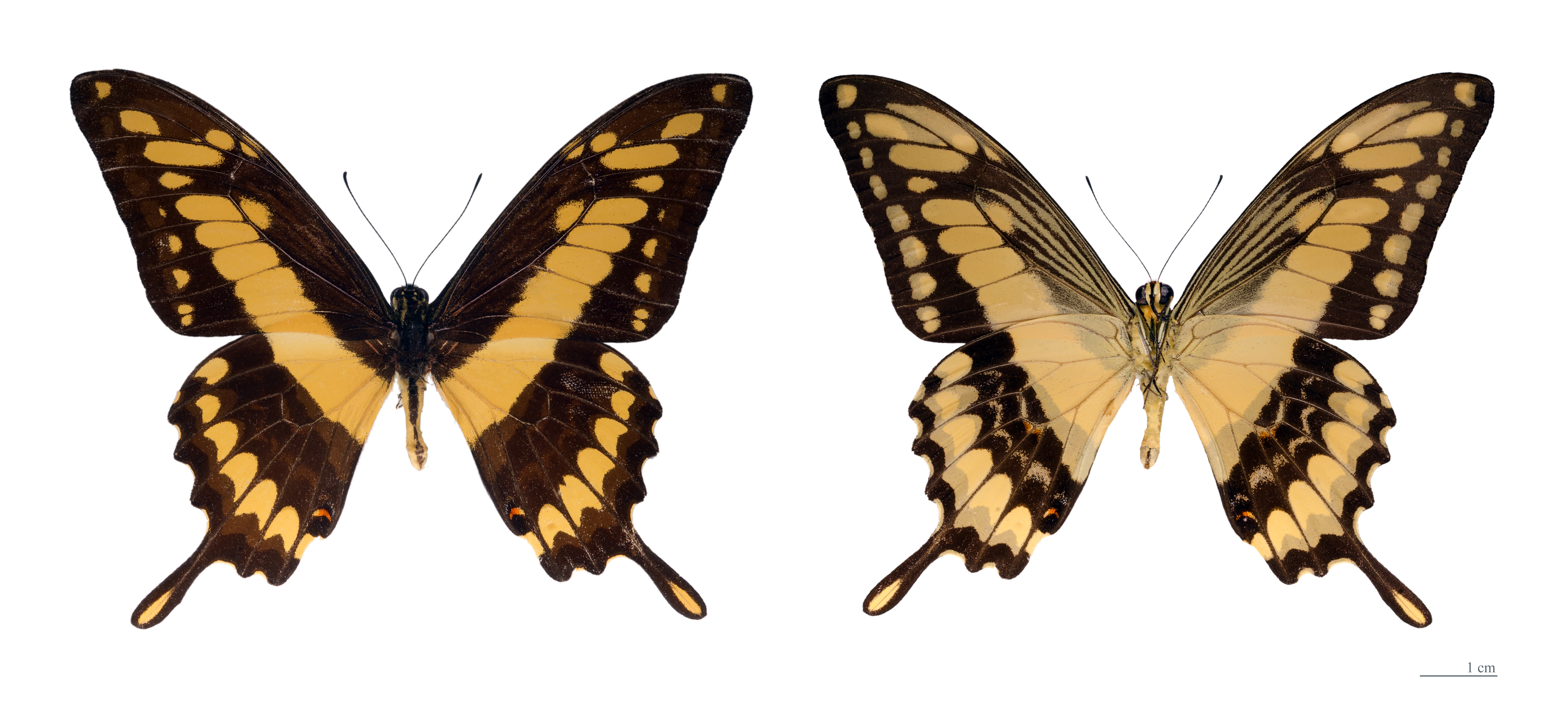
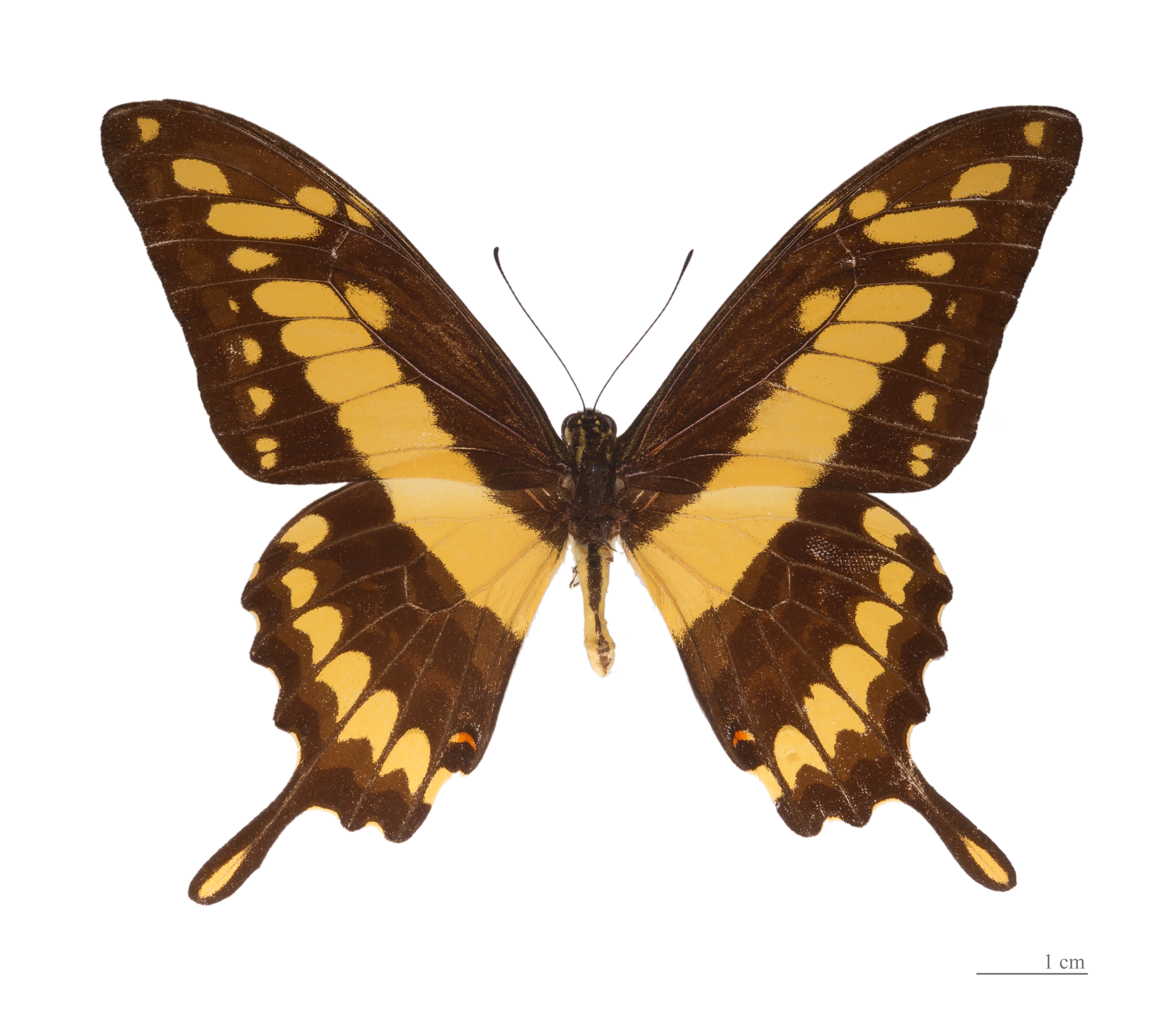
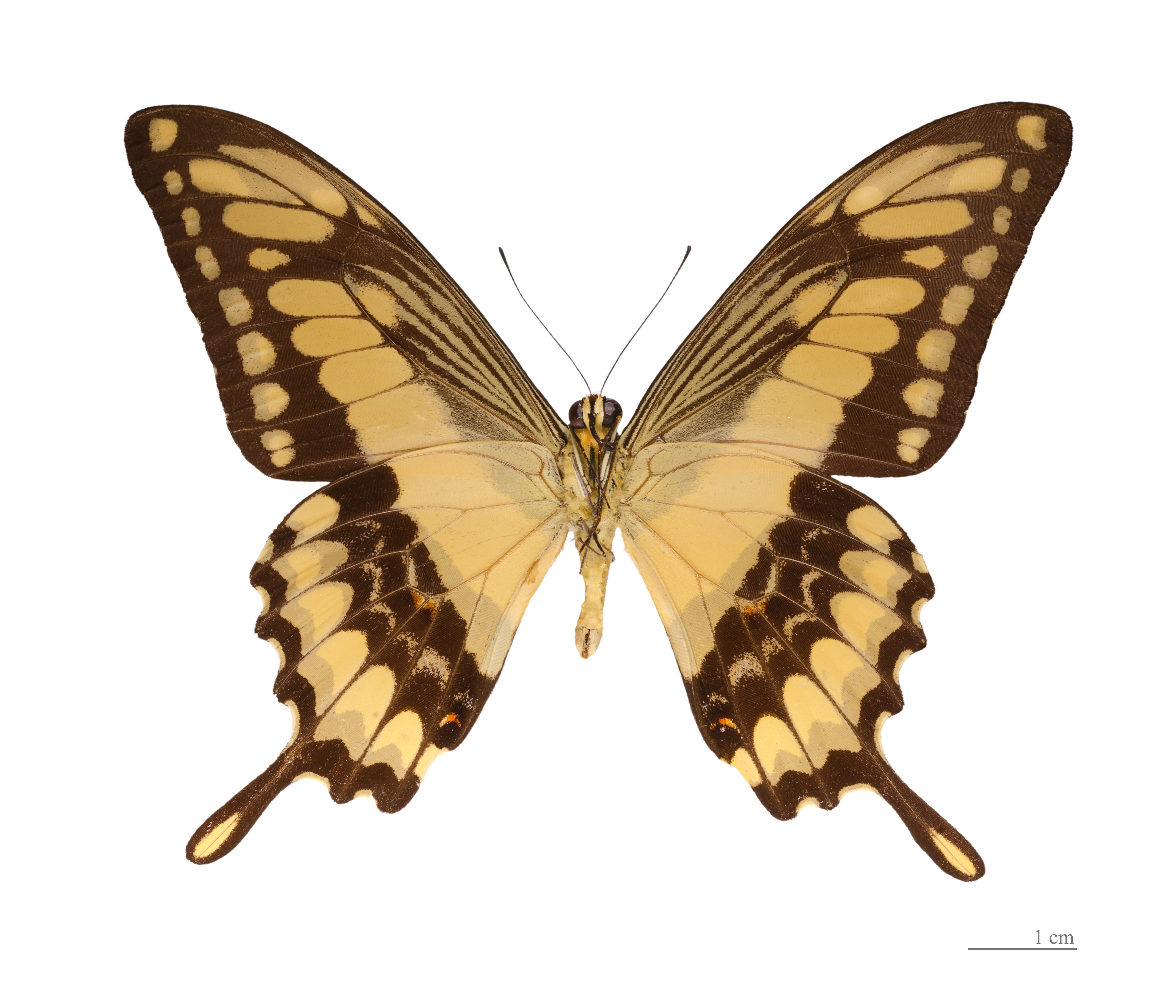